# Poręby (Krosno)
Pour les articles homonymes, voir Poręby.
Poręby est une localité polonaise de la gmina de Jedlicze, située dans le powiat de Krosno en voïvodie des Basses-Carpates.